# Стратегикон
Стратегикон на Маврикий е условното име на византийския военен трактат от края на VI – началото на VII век, смятан за най-значителния паметник на византийската военна наука. Сред многобройните гледни точки за авторството на това произведение най-честа е тази, че ако не е написано от самия император Маврикий (упр. 582 – 602 г.), то той поне има водеща роля във възлагането, редактирането и приемането на „Стратегикона“ за официално ръководство на византийската армия. Този обширен труд, съдържащ информация както за стратегията, така и за тактиката, отразява значителния брой военни нововъведения, отразяващи промените във военния и обществен живот на Византийската империя, настъпили към края на VI – началото на VII век.

## Текст на Стратегикона

### Ръкописи и издания
Оригиналното име на „Стратегикона“ не е известно; традицията да се нарича произведението така датира от неговото първо научно издание, подготвено от библиотекаря на кардинал Барберини, Лука Холстен и отпечатано през 1664 г. от Йохан Шефер в Упсала. Най-старият и най-добре запазен ръкопис (Codex Mediceus – Laurentianus ПС-4), създаден по инициатива на Константин VII Багренородни, е озаглавен на старогръцки: Ούρβκίου τακτικά στρτηγικά; направеният след след 959 г. ръкопис Codex Ambrosianus gr. 139 (Б 119 sup.) носи по-дългото име на старогръцки: Μαυρικίου τακτικά τού έπί τού βασλέος Μαυρικίου γεγονότος; в трите останали ръкописа – (парижкия, неаполитанския и ватиканския) – тя се нарича на старогръцки: Μαυρικίου στρτηγικόν.
Към настоящия момент изданието на Шефер на практика е загубило научното си значение. През 1970 година, румънския филолог Харалампи Михаеску подготвя ново издание, което макар и да представлява стъпка напред, предизвиква коментари, тъй като в него е анализирана само част от ръкописите. Издаденото през 1984 г. под ръководството на Дж. Денис издание също не е лишено от недостатъци – в него се оказва пропусната номерацията на параграфите на трактата, променена е номерацията на главите и книгите. При това Денис не отчита много от конъектурите на Михаеску, в резултат на което по-новото издание не заменя предишното. Първият превод на „Стратегикон“ на руски език е от 1903 г. и е извършен от М. А. Цибишев по изданието на латински език на Шефер. През 2004 г. в превод на В. В. Кучма излиза ново издание, основаващо се на всички налични към момента публикации. Отличаващо се с точност на превода и снабдено с богат референтен апарат, изданието е било високо оценено от експерти.
На български език Стратегиконът е издаден през 1958 г. в том 2 на ГИБИ, като частично е ползван превод от 1934,38 г., но както с всички преводи там, и с този трябва да се внимава. При това са публикувани само 14 глави от 11 книга.

### Автор
Авторството на произведението също е предмет на дискусии. Въпреки факта, че името на ръкописите предлага само два варианта за името на автора – „Урбикий“ и „Маврикий“, изследователите предлагат значителен брой други кандидатури. Средновековната историография единодушно признава авторството на император Маврикий. Първата алтернативна версия принадлежи на Шеффер, приемащ за автор съименник на императора; поддръжник на тази теза са немският филолог и археолог Рихард Фьорстер  и руският византолог Ю А. Кулаковский. Сред привържениците на авторството на император Маврикий през XIX век са били Af Гаазе и Г. Кехли, в началото на ХХ век Af Осарес. Авторството на Урбикий са защитавали Вари и Роберт Гросе; а според Дж. Денис, самата дума „Урбикий“ в този контекст е погрешно написана думата „Маврикий“. Немският византолог К. Д. Цахари фон Лингентал и К Крумбахер настояват, че автор е Руф, пълководец от VIII век, обаче тази теория не получава подкрепа. Според други гледни точки авторството принадлежи на император Ираклий или пълководеца Филипик. В произведенията на съветските историци (съответно и на българските) се срещат различни гледни точки, например някои вярват, че автор е неизвестен византийски писател и военен теоретик с псевдоним Псевдомаврикий. Така че при сегашното положение на изследванията не може категорично да се каже кой е автора на „Стратегикон“ .

### Датировка
Датировката на произведението също е правена по косвени признаци: по споменатите основни противници на империята – (персите, лангобардите (които стават врагове на империята след 568 г.), други споменати са аварите, склавите и антите), а също така по споменатите отделни военни епизоди. В крайна сметка появата на „Стратегикона“ се датира към края на управлението на Маврикий или управлението на Фока.

## Стратегикон

### Структура
В различните издания на „Стратегикона“ се използва различно делене на текста (на книги и глави). В съвременния руски превод, повтаряйки изданието на Денис от 1981 г., има 12 книги:
1. Въведение;
2. За бойните построения на кавалерията;
3. За бойните строеве на тагмите;
4. За организирането на засади;
5. За обоза;
6. За различните строеве и упражнения;
7. 1. За стратегията;
  2. За кое трябва да се свърши в деня на битката;
8. 1. За общите принципи на военната наука;
  2. Наказания;
9. За неочакваните атаки;
10. За обсадата и отбраната на градовете;
11. За обичаите и военната тактика на различните народи;
12. 1. За смесените бойни строеве;
  2. За бойния строй на пехотата;
  3. За военния лагер;
  4. За лова;

### Влияние на по-старите автори
Във въведението към „Стратегикона“ авторът твърди, че неговата задача е „да предаде опита, заимстван от древните и натрупан в ежедневната практика“, но по-нататък в текста тези източници не са ясно посочени. Идентификацията на източниците, послужили за съставяне на това ръководството, се осложнява от това, че авторът не е копирал буквално от трудовете на своите предшественици, а творчески ги е преработвал.
Като източници, от които е заимствал Маврикий, обикновено биват посочвани Асклепиодот, Онасандър, Елиан, Ариан и Вегеций.
Авторът на „Стратегикона“ е бил запознат с дейността на пълководците от миналото; той споменава имената на императорите Траян и Деций, персийския шах Пероз, два пъти се споменава Ханибал, Сципион Африкански и Лузий Квиет. Главите, посветени на военните наказания, свидетелстват за влияние на Руф, автора на „Leges militares“. От своя страна, тази част от „Стратегикона“ е била включена в Эклогията, а след това в „Тактиката“ на император Лъв VI.

### Издания
- Schefferus J. Arriani Tactica & Mauricii Artis Militaris Libri Duodecim. Omnia, Nunquam Ante Publicata, Græce Primus Edit, Versione Latina Notisque Illustrat.   Upsaliae, 1664.
- Mihăescu H. Mauricius artă militariă.   Bucuresti, 1970.
- Maurice's Stratégikon: Handbook of Byzantine Military Strategy.   University of Pennsylvania Press, 1984. с. 178.
- Издание подготовил В. В. Кучма. Стратегикон Маврикия. Т. 1000.   2004. ISBN 5-89329-692-3. с. 248.

### Изследвания
на английски
- Whitby, M. The Emperor Maurice and his Historian – Theophylact Simocatta on Persian and Balkan Warfare.   Oxford, Oxford University Press, 1988. ISBN 0-19-822945-3.

на немски
- Förster R. Studien zu den Griechischen Taktikern. Т. 12.   Franz Steiner Verlag, 1877. S. 426 – 471. (на немски)[неработеща препратка]
- Krumbacher K. Geschichte der byzantinischen Literatur von Justinian bis zum Ende des Oströmischen Reiches.   München, 1897.
- Zachariae von Lingenthal K. E. Wissenschaft und Recht für das Heer vom VI bis zum Anfang des X. Jahrhunderts. Т. 3.   1894. с. 437 – 457.

на руски
- Козлов А. С. Стратегикон Маврикия (рецензия). Т. 65 (90).   М., Наука, 2006. ISBN 5-02-010364-0. с. 272 – 279.
- Кулаковский Ю. А. Рецензия на русский перевод „Стратегикона“. Т. 350.   Спб., 1903. с. 525 – 553.
- Кучма В. В. „Стратегикос“ Онасандра и „Стратегикон“ Маврикия: Опыт сравнительной характеристики. Т. 43.   М., Наука, 1982. с. 35 – 53.
- Люттвак Э. Стратегия византийской империи.   М., Университет Дмитрия Пожарского, 2010. ISBN 978-5-91244-015-1. с. 644.
- Нефёдкин А. К. Маврикий и Арриан: к проблеме источников „Стратегикона“. Т. 61.   Наука, 2002. ISBN 5-02-008771-8. с. 38 – 48.
- Пигулевская Н. В. Византия и Иран на рубеже VI-VII вв. Т. XLVI.   М.‒ Л., publisher Академии наук СССР, 1946. с. 291.
- Шувалов П. В. Урбикий и „Стратегикон“ Псевдо-Маврикия (часть 1). Т. 61 (86).   М., Наука, 2002. ISBN 5-02-010301-2.
- Шувалов П. В. Урбикий и „Стратегикон“ Псевдо-Маврикия (часть 2). Т. 64 (89).   М., Наука, 2005. ISBN 5-02-088771-8.

на френски
- Foucault J. A. de, Dain A. Urbicius ou Mauricius?. Т. 26.   1968. p. 123 – 136. (на френски)
- Aussaresses, F. L'Armée Byzantine À La Fin Du VIe Siècle (D'après Le Strategicon de L'Empereur Maurice).   Paris, Fontemoing, 1909.

- превод:  Осарес Ф. Византийская армия в конце VI века (по „Стратегикону“ императора Маврикия).   Спб., publisher Санкт-Петербургского университета. ISBN 978-5-288-04381-9.

|  | Тази страница частично или изцяло представлява превод на страницата „Стратегикон Маврикия“ в Уикипедия на руски. Оригиналният текст, както и този превод, са защитени от Лиценза „Криейтив Комънс – Признание – Споделяне на споделеното“, а за съдържание, създадено преди юни 2009 година – от Лиценза за свободна документация на ГНУ. Прегледайте историята на редакциите на оригиналната страница, както и на преводната страница, за да видите списъка на съавторите. ВАЖНО: Този шаблон се отнася единствено до авторските права върху съдържанието на статията. Добавянето му не отменя изискването да се посочват конкретни източници на твърденията, които да бъдат благонадеждни. |